# Serkan Jusein
Serkan Kadir Jusein (in bulgaro Серкан Кадир Юсеин?; Plovdiv, 31 marzo 1996) è un calciatore bulgaro, centrocampista del Krumovgrad.

## Carriera

### Club
Cresciuto nel settore giovanile del Botev Plovdiv, esordisce in Prima Lega il 13 maggio 2013 contro il PFC Minyor Pernik. La stagione successiva va in prestito al Rakovski 2011, club della seconda divisione bulgara, dove colleziona 11 presenze e mette a segno 1 goal. Dalla stagione 2014-2015 diventa titolare fisso al Botev Plovdiv dove rimane per diverse stagioni, totalizzando 93 presenze e 6 goal. Il 22 gennaio 2019 si trasferisce al Ludogorets, dove fa il suo esordio il 3 marzo contro il POFK Botev Vrasta, partita che termina 2-0 per il Ludogorets.

### Nazionale
Ha giocato nelle nazionali giovanili bulgare Under-17, Under-19 ed Under-21.
Nel 2024 ha esordito nella nazionale maggiore bulgara.

## Palmarès

### Club

#### Competizioni nazionali
- Coppa di Bulgaria: 1

Botev Plovdiv: 2016-2017
- Supercoppa di Bulgaria: 2

Botev Plovdiv: 2017
Ludogorec: 2019